# Coenraad Alexander de Jongh (1853-1934)
Coenraad Alexander de Jongh, (Batavia, 29 september 1853 - Arnhem, 22 juni 1934) was een Nederlands luitenant-kolonel in Indië, commandant van Soerabaja.

## Leven
Hij was een zoon van de gelijknamige vice president van het hoog gerechtshof te Batavia (1803-1873) en Augusta Caroline Gehne (1824-1891). In 1857 vertrok hij met zijn moeder, broers en zusters van Indië naar Nederland. Hij trouwde in oktober 1881 te Meester Cornelis (Batavia) met de weduwe Constance Antoinette Maria Louise Hagendoorn-de Brauw, dochter van de generaal-majoor Cornelis Albert de Brauw (1809-1862) en jkvr. Jacoba Elisabeth Maria van Heemskerk van Beest (1819-1862). Hij had gedurende de reis naar Indië op s.s. Sumatra kennis met haar gemaakt.

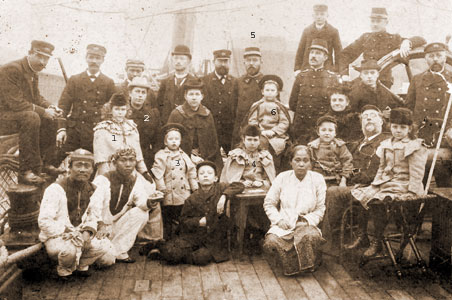
Verlof in 1894 met gezin

 Ze kregen 6 kinderen, van wie de geboorteplaats iets zegt over zijn overplaatsingen: Constance Maria (Ternate 1882-1959); Coenraad Alexander (Ternate 1884-1970); Isabella (Batavia 1885-1945); Dirk Donald (Batavia 1886-1957); Karel (Buitenzorg 1888-1969); Johan August (Magelang 1891-1917) De 2 oudste zonen Coen en Dirk bleven in Nederland na een verlof in 1894.

## Loopbaan
Alex kreeg vanaf 1871 zijn opleiding bij het Instructie bataljon te Kampen en werd in juli 1876 benoemd tot luitenant 2de klas in het 6de regiment Infanterie te Breda. In juli 1880 werd hij gedetacheerd bij de infanterie in Nederlands Indië. In januari 1881 kwam hij te Batavia aan waar hij in maart werd hij bevorderd tot luitenant 1ste klas en in juli 1882 geplaatst in het garnizoen van Ambon en Ternate. In de periode eind 1884-86 en 1889-1890 werd hij ingezet in de Atjeh oorlog. Hiervoor ontving hij het ereteken voor belangrijke krijgsbedrijven in Atjeh. In juli 1891 werd hij bevorderd tot kapitein en overgeplaatst naarMagelang Van februari 1894 tot januari 1895 werd hem verlof naar Europa verleend.

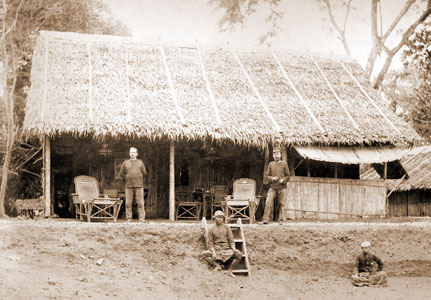
Bivak in Atjeh 1897. Rechts:De Jongh

 In augustus 1897 kreeg hij promotie tot majoor en werd in de periode 1897-99 opnieuw ingezet in Atjeh over welke periode hij een eervolle vermelding kreeg. In juni 1899 werd hij gepromoveerd tot luitenant-kolonel en een maand later benoemd tot commandant van Soerabaja.. In november 1900 solliciteerde hij tevergeefs naar benoeming tot lid van het Hoog Militair Gerechtshof.
In augustus 1901 verzocht en kreeg hij eervol ontslag met recht op pensioen, keerde terug naar Nederland, vestigde zich eerst in Den Haag, in 1914 te Heelsum en in 1917 te Arnhem. In die tijd was hij eerst Verzekeringsagent en later verzekeringsinspecteur tot zijn definitieve pensionering in 1918.